# Oreste (Cabanel)
Oreste è un dipinto di Alexandre Cabanel, realizzato nel 1846 e attualmente esposto al Musée des Beaux-Arts, a Béziers, in Occitania.

## Storia
Rappresentando il primo esempio di nudo artistico maschile per Cabanel, a cui sarebbe seguito il suo celebre L'angelo caduto, l'Oreste venne realizzato da Alexandre Cabanel nel 1846, quando aveva appena 23 anni, dopo aver creato alcuni dipinti a sfondo religioso cristiano, giusto per soddisfare le "preferenze" ed il "buon senso" del periodo, ma non sentendosi affatto realizzato. Infatti in quel momento decise di cambiare completamente tema, preferendo il Classicismo, "ripudiando" i soggetti richiesti dalla Chiesa e dichiarandosi nemico di qualsiasi fede e dell'Impressionismo.
In particolare, nel rappresentare il braccio sinistro sollevato di Oreste, Cabanel si ispirò al medesimo movimento che compie Giulio Cesare nel celeberrimo dipinto Morte di Giulio Cesare (1798), di Vincenzo Camuccini.

## Descrizione
il dipinto raffigura uno dei tre figli di Agamennone, Oreste, seduto in una posizione inclinata all'indietro, come se il giovane fosse seduto su un triclinio. 
Il protagonista presenta diversi elementi che ricordano molto le raffigurazioni degli eroi e imperatori tipiche dell'arte greca e romana: prima tra tutti è presente la classica corona d'alloro, simbolo di eroicità e sapienza, che qui Oreste indossa; è evidente il nudo maschile, anche se qui in parte "censurato" poiché con il pube coperto, e il soggetto mitologico, entrambi simboli della Grecia. 

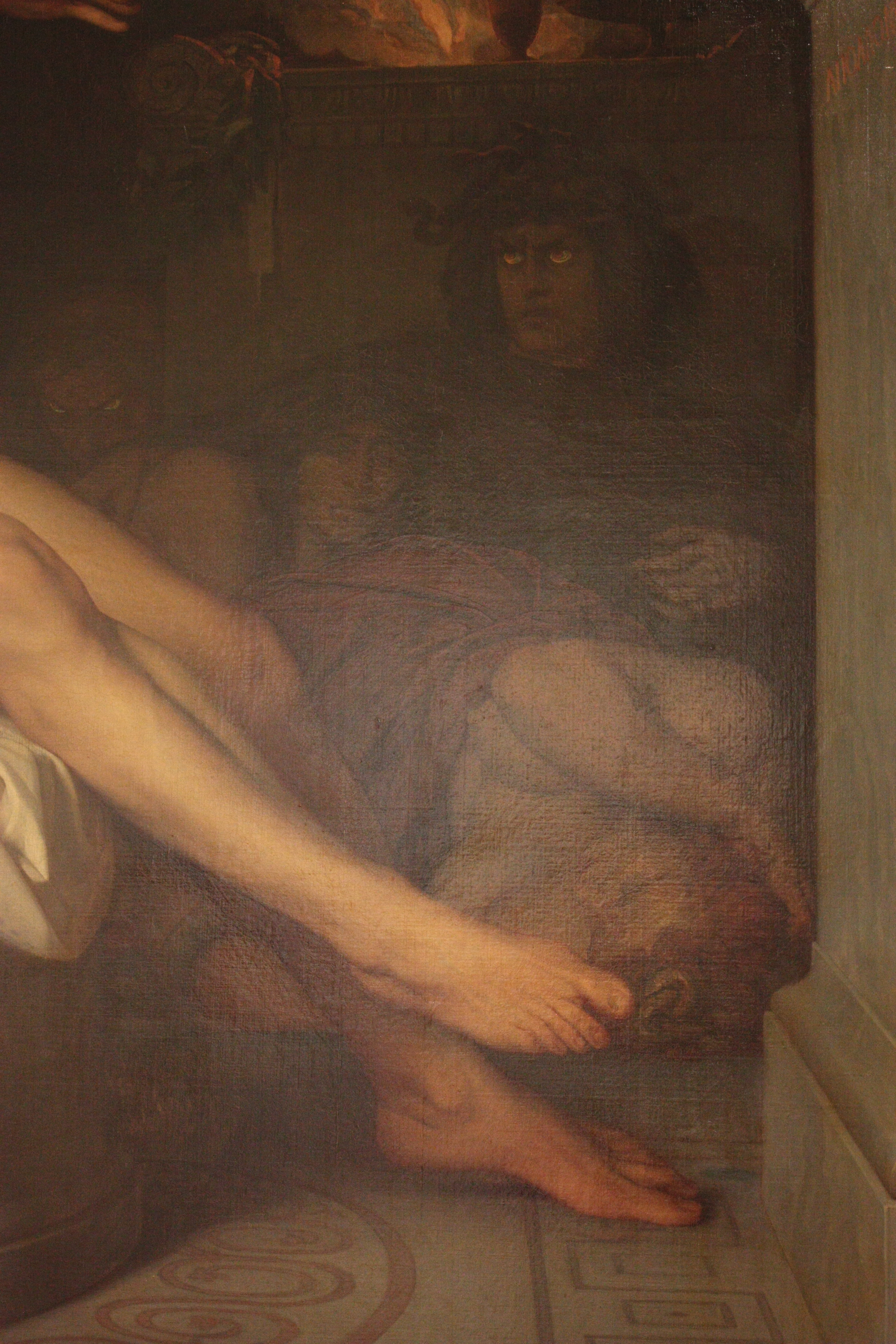
Particolare delle quattro figure femminili e losche nell'angolo

La tunica bianca legata al polso di Oreste fa pensare che egli si sia appena svestito, ma al contempo il braccio destro del giovane, fortemente piegato e contratto, suggeriscono sia appena stato svegliato da qualcosa o qualcuno: infatti ha girato profondamente la testa e rivolto lo sguardo nel buio, cose da cui si deduce la sua preoccupazione e allarme.
Il suo volto è rivolto all'angolo destro della stanza, dove si intravedono quattro figure, tutte donne: la prima, la più esposta allo spettatore, è sdraiata con gli occhi serrati e la fronte corrugata, ed entrambe le mani sulle orecchie, come per placare un rumore incessante dietro di lei; vi è un'altra ragazza, assopita tra le restanti due. La terza, verso sinistra, avvolta maggiormente dal buio, ha due occhi "da serpente" rivolti verso Oreste, pieni d'ira. Infine, vi è, appoggiata al muro, la quarta, in assoluto la più inquietante, nonché, indubbiamente, la fonte di paura di Oreste: ella, in contrasto con le prime due ragazze dagli occhi chiusi, ha due occhi spalancati, che emergono dall'oscurità illuminati di luce propria, con tanto di pupille rosse fuoco che saettano di follia e furia contro Oreste, come se la donna stesse per aggredirlo da un momento all'altro.
Si deduce perciò che questi quattro soggetti femminili siano le Erinni (le Furie della tradizione romana), secondo la mitologia greca la personificazione della vendetta contro chi oltraggia ed è ingrato alla famiglia, e infatti qui venute a perseguitare Oreste poiché egli si è macchiato dell'omicidio di sua madre Clitemnestra, per vendicare il padre Agamennone, ucciso dalla donna. A confermare questa teoria è la spada, simbolo del delitto, abbandonata sul pavimento di marmo accanto ad Oreste.